# 問題集

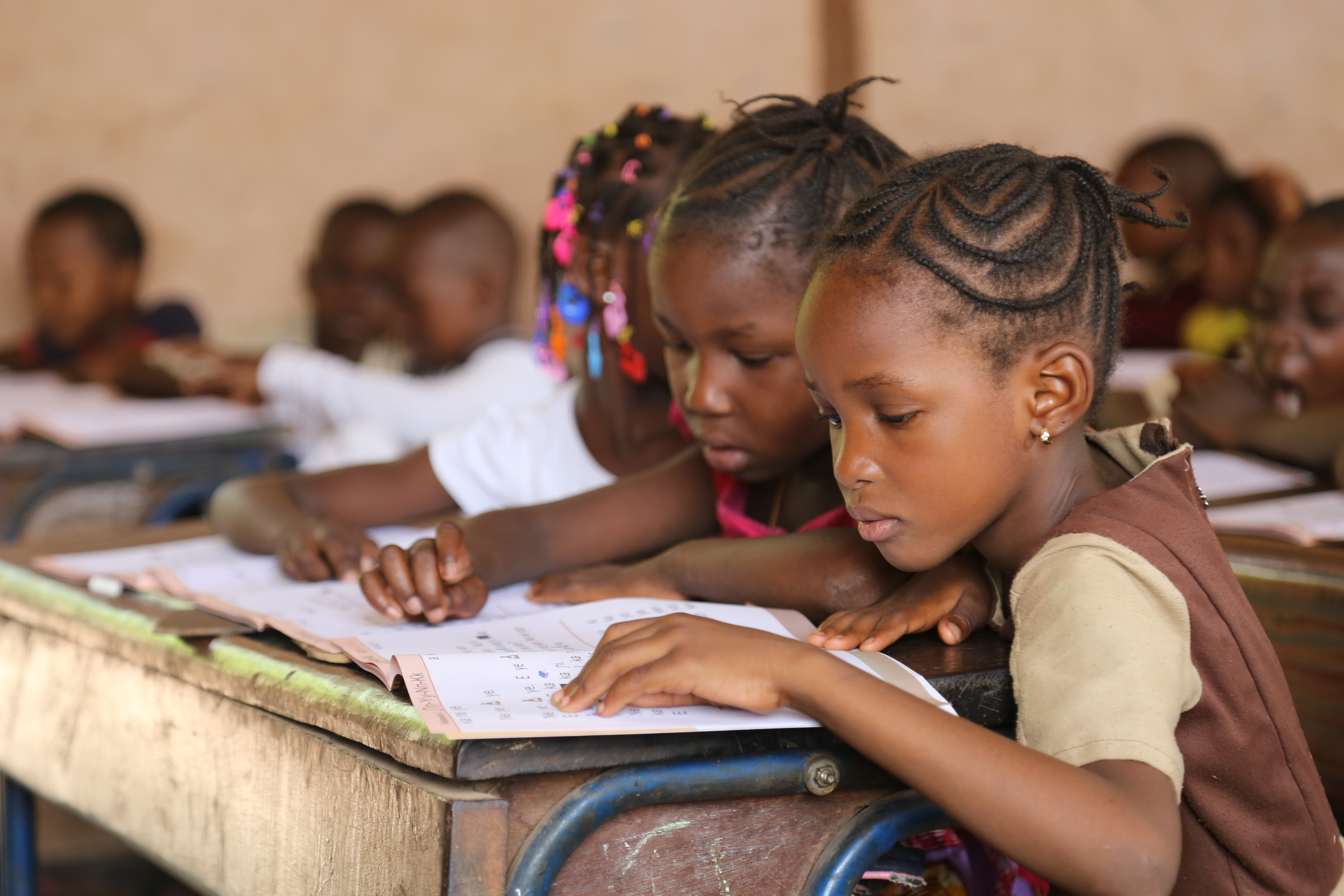
マリ共和国の女の子2人が読み（識字）の授業で問題集を使う。

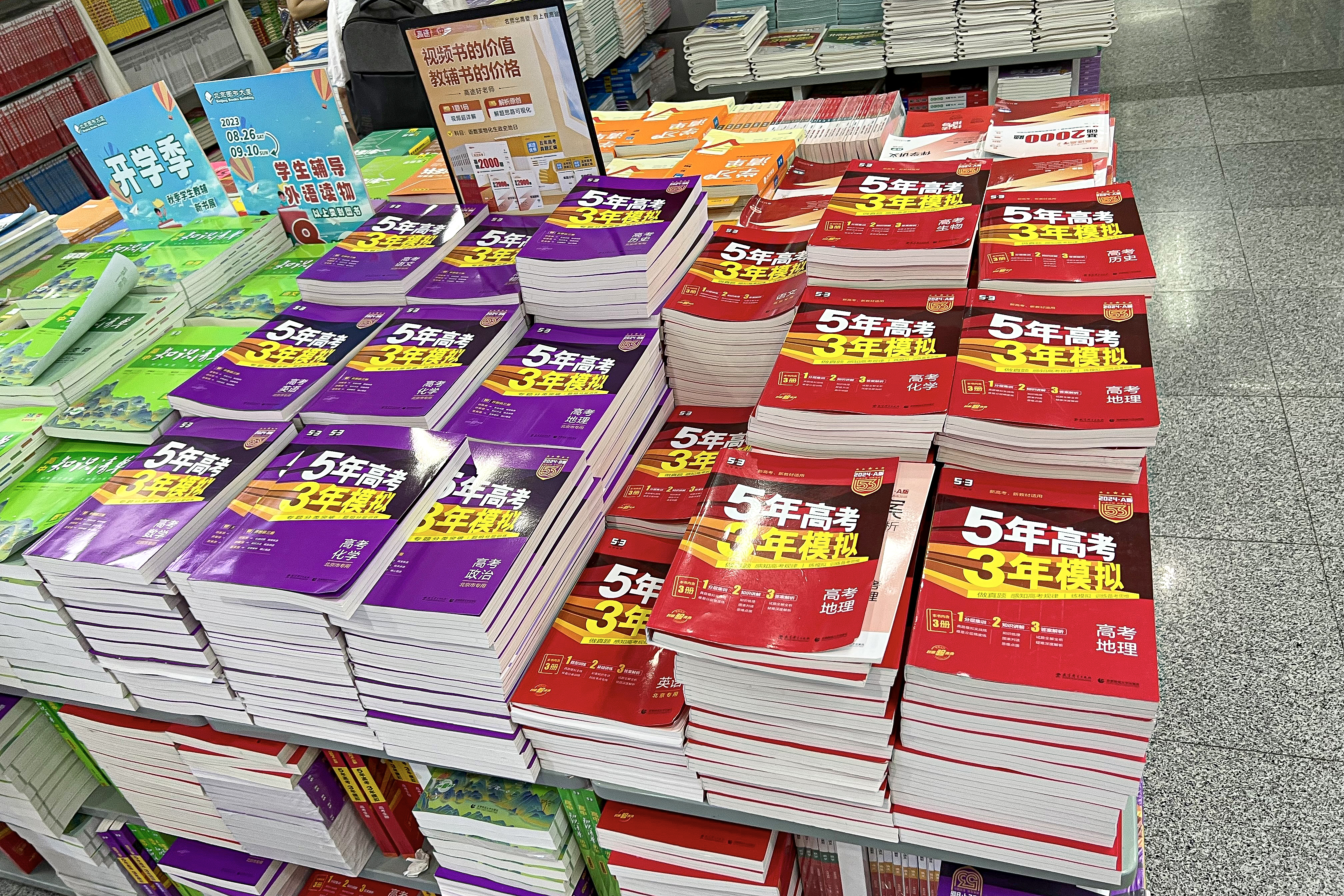
中国で発売されている高校生向け問題集「5年高考・3年模擬」

問題集（もんだいしゅう）とは、演習問題を集めた教材の一種である。問題を解いて自己採点などを行う過程を通じて、知識の定着や技術の向上をはかるため、あるいは現在の理解度、達成度を計るために用いられる。ドリル（drill、演習を意味する英語）ワークブック等とも呼ばれる。
一般的に書籍として発行されることが多い。近年はコンピュータ上で使用するCD-ROM型、書籍やムックの付録としてCD-ROMが付属する併用型、インターネット上で購入しダウンロードして使用するダウンロード型なども普及してきている。

## 各分野の問題集
多くは入学試験や資格試験、採用試験などの試験に合格するためのものであるが、語学分野や技術分野などでは理解の助けを目的として出版されるものもある。また趣味の世界でも、パズル問題集、クイズ問題集や、詰将棋問題集、詰碁問題集などが出版されている。
初等教育（小学校など）や中等教育（中学校、高等学校、中等教育学校など）の段階の学習者を対象とした問題集には、主に学校の授業で使用されることを想定して編集されている教科書傍用問題集や受験用問題集と、家庭で自学自習することを想定して編集されている市販問題集がある。
学校で使用される教科書傍用問題集や受験用問題集は指導者の下で使用することが前提であることから、収録する問題量を多くすることで、必要に応じて反復練習させて知識を定着させたり、教科書には収録されていない学習事項を補足できるようになっていたりして網羅性も高いものが多い。
また、一般に市販されている問題集より安価であるが、指導者によっては問題を解く過程を示した別冊解答集を配布しないこともあり、その場合には巻末にある略解のみで学習することになる。
一方、それ以外の市販問題集はやや高価であるが、問題を解く過程を詳しく解説しているものが多い。
教科書の副教材という意味では他に参考書がある。教科の理解を深め、さらに受験へとステップアップしてくためにもこれらの助けを借りる必要があるが、自分の実力・弱点を勘案した上で購入しなければ意味が無いので注意が必要である。
自動車などの運転免許証を取得するためや、資格を取得するため、また公務員採用などの試験に合格するために、その過去問や出題が予想される問題を集めた「予想問題集」もある。
このような問題集は、実際の試験問題に雰囲気を似せて作成されているものもあり、模擬試験として使用できるものもある。

## 入試問題集の著作権
2005年、大学・学部別の大学入試過去問題集（通称赤本）にエッセーや論文が掲載され、著作権を侵害されたとして、出版元の数学社が作家らから訴えられる出来事があった。このため、数学社は作者の了解の得られていない過去問を掲載しない等の措置を採ることとなった。